# Evergreen (groupe de musique)
Pour les articles homonymes, voir Evergreen.
Evergreen (anciennement We Were Evergreen) est un groupe d'indie pop français. Le groupe se forme à Paris en 2008 et joue à Londres de 2011 à 2017. Il est aujourd'hui établi entre Paris et Londres. Son style musical est décrit comme une pop bricolée et mélancolique.

## Discographie

### Albums et EP
- We Were Evergreen (EP) - 2008[3]
- Flings - 2010[3]
- Towards - 2014[4]
- Overseas - 2018[5]
- Sign In (EP) - 2021[6]
- Sign Out - 2023[7]
- Vegetal Digital - 2025